# Chiesa di San Biagio (Parma, Vicopò)
La chiesa di San Biagio è un luogo di culto cattolico dalle forme neoclassiche, situato in via Mantova 119 a Vicopò, frazione di Parma, in provincia e diocesi di Parma; è sede di una parrocchia compresa nella zona pastorale della città.

## Storia
Il luogo di culto originario fu edificato in epoca medievale; la più antica testimonianza della sua esistenza risale al 7 novembre 1141, quando la Capella de Vico Pauli fu citata in una bolla del papa Innocenzo II tra i luoghi di culto sottoposti direttamente al Capitolo della Cattedrale di Parma.
Nel 1220 il Capitolo della Cattedrale permutò col Vescovo di Parma i diritti sul tempio, in cambio di quelli sulle cappelle di San Ruffino e del Castellaro.
Nel 1230 il luogo di culto, dedicato ai santi Fabiano e Sebastiano, fu menzionato nel Capitulum seu Rotulus Decimarum della diocesi di Parma tra le cappelle direttamente dipendenti dall'autorità episcopale di Parma, pur trovandosi all'interno del territorio gestito dalla pieve di Pedrignano.
Successivamente il tempio fu reintitolato a san Biagio, come testimoniato dall'Estimo diocesano del 1354.
La chiesa fu completamente ricostruita a partire dal 1550 e fu consacrata al termine dei lavori il 17 aprile del 1552; nel 1564 fu elevata a sede parrocchiale autonoma.
Nel 1679 il luogo di culto fu dotato di fonte battesimale, in ottemperanza a un decreto vescovile.
Nel corso del XIX secolo fu realizzata la facciata neoclassica.
Tra il 1951 e il 1965 fu costruito in adiacenza alla chiesa l'oratorio per le attività parrocchiali.

## Descrizione

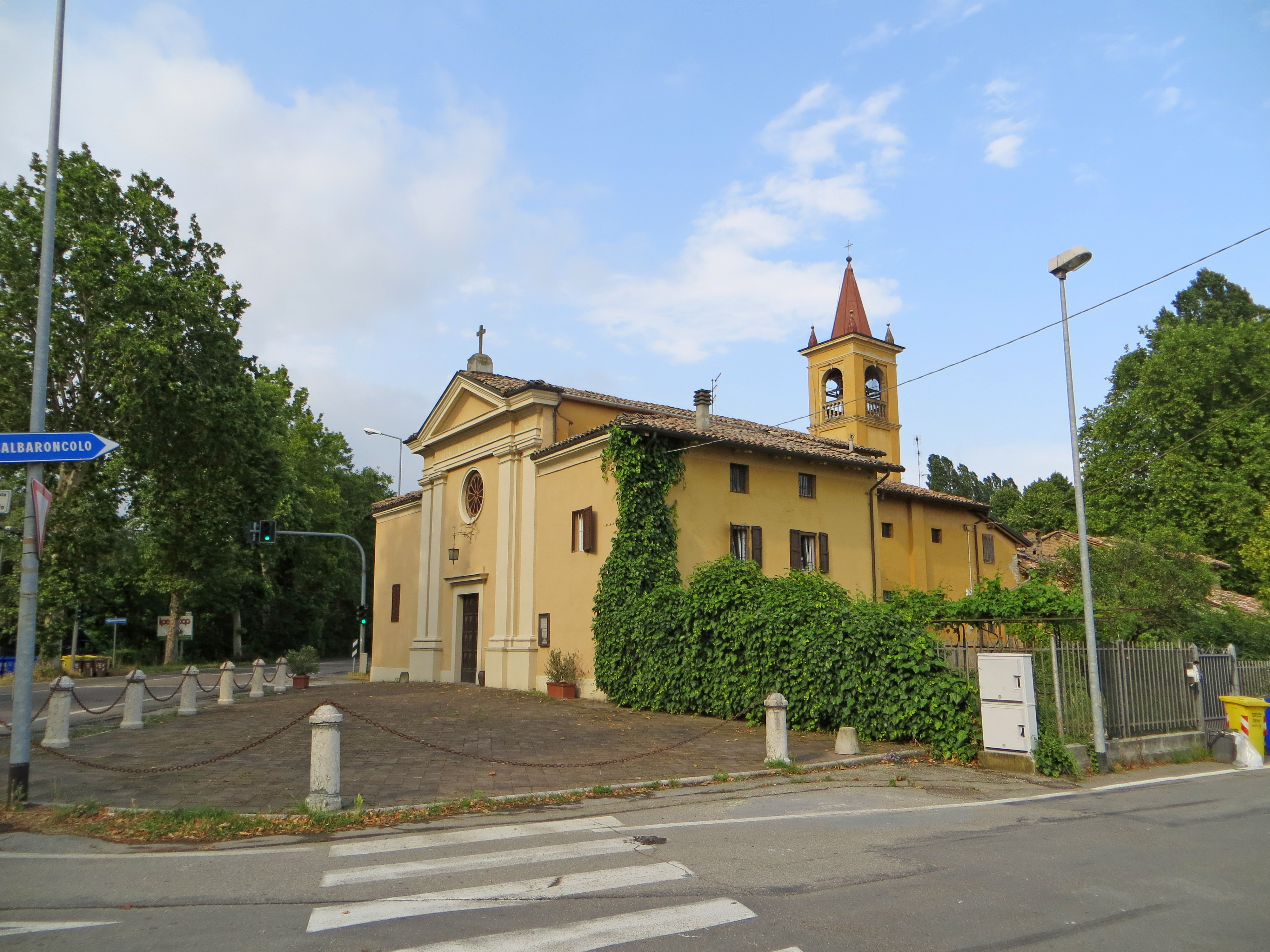
Facciata e lato sud

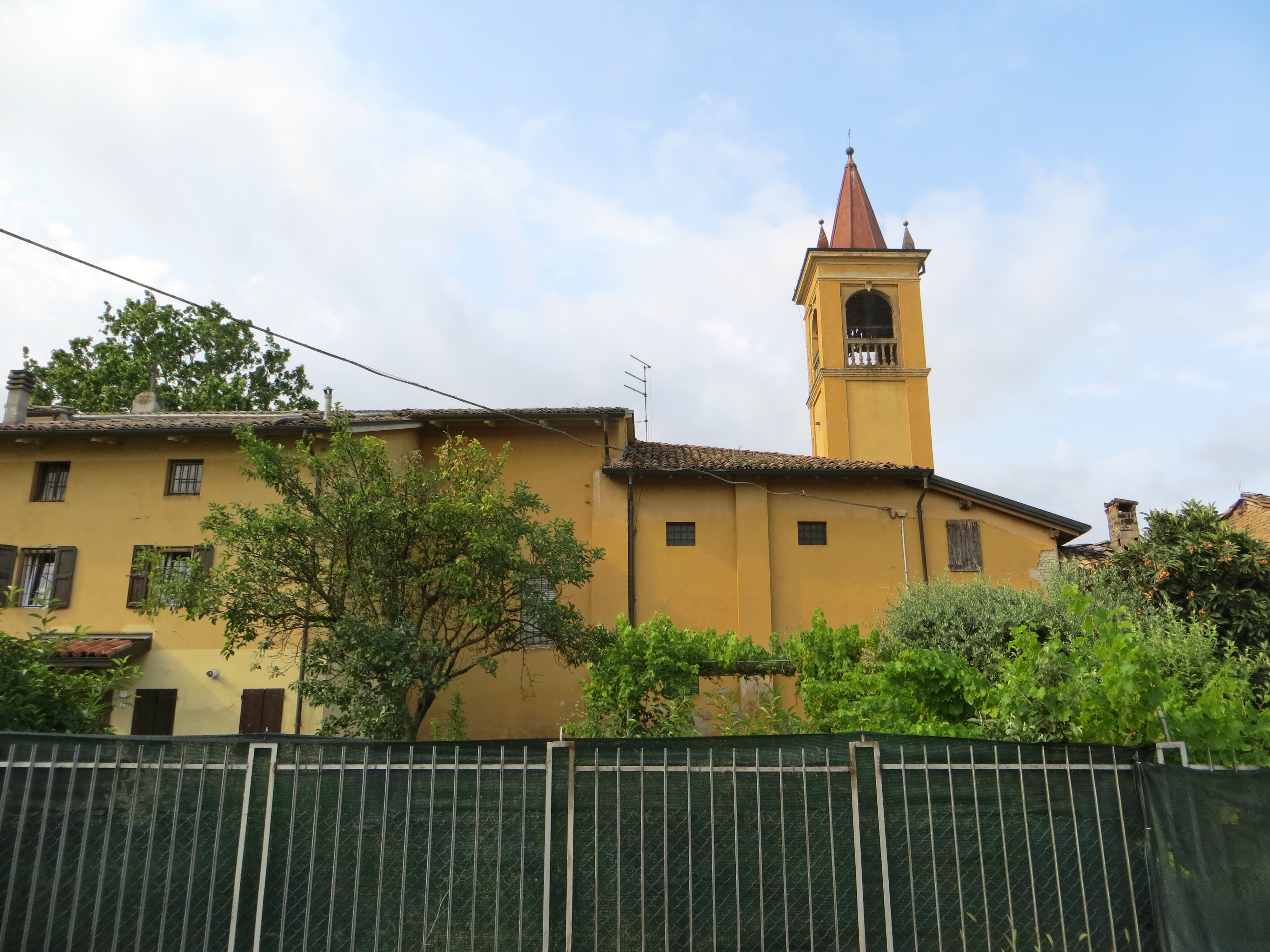
Lato sud e campanile

La chiesa si sviluppa su una pianta a navata unica, con ingresso a ovest e presbiterio a est.
La simmetrica facciata a capanna, interamente intonacata, è affiancata alle estremità da due coppie di lesene binate doriche; al centro è collocato l'ampio portale d'ingresso inquadrato da una cornice e sormontato da un architrave in aggetto; più in alto si apre un rosone delimitato da una cornice modanata; in sommità, al di sopra della trabeazione in cui campeggia l'epigrafe «DIVO BLASIO DICATUM», si staglia nel mezzo il frontone triangolare con cornice in rilievo. Ai lati si estendono simmetricamente i volumi della canonica e dei locali parrocchiali.
Sul retro emerge dalla canonica il campanile, decorato con lesene in corrispondenza degli spigoli; la cella campanaria si affaccia sulle quattro fronti attraverso ampie monofore ad arco a tutto sesto, delimitate da lesene doriche; in sommità si eleva tra quattro piccoli pinnacoli piramidali un'aguzza guglia a base ottagonale.
All'interno la navata, coperta da una volta a botte scandita in tre campate, è affiancata da una serie di lesene coronate da capitelli dorici, a sostegno del cornicione perimetrale in aggetto; ai lati si aprono attraverso ampie arcate a tutto sesto due grandi nicchie; sul lato sinistro sono conservate le tracce di un affresco raffigurante il Battesimo di Cristo.
Il presbiterio, lievemente sopraelevato, è preceduto dall'arco trionfale, retto da pilastri; l'ambiente, chiuso superiormente da una volta a botte lunettata, accoglie l'altare maggiore barocco in legno intagliato, dipinto e dorato, arricchito da una coppia di angioletti portaceri risalenti alla seconda metà del XVIII secolo; sul fondo, sopra alle panche del coro, la parete è decorata con un affresco settecentesco a trompe-l'œil, raffigurante prospetticamente un prolungamento del presbiterio.
La chiesa conserva inoltre un ovale settecentesco rappresentante una Figura di santo.